# Stanislav Grof
Stanislav Grof, Stan Grof (Prága, 1931. július 1. –) cseh pszichiáter, a transzperszonális pszichológia egyik alapítója. A módosult tudatállapotokat kutatva, azok felhasználási lehetőségeit vizsgálja a gyógyításban, és mélyebb betekintést igyekszik nyerni az emberi pszichébe. Grof megkapta a Dagmar Alapítvány és a Václav Havel VISION 97 díját Prágában 2007. október 5-én.   

## Élete és munkássága
Tudományos körökben Grof az LSD korai kutatójaként az LSD pszichére gyakorolt hatásainak vizsgálatairól ismert (ld. pszichedelikus terápia). Az LSD kutatás során végzett megfigyeléseire és Otto Rank születési trauma elméletére alapozva Grof elméleti keretet hozott létre a prenatális és perinatális pszichológia és a transzperszonális pszichológia területén. Ebben a gondolatrendszerben összeveti az LSD utazások tapasztalásait és más nagyon erőteljes érzelmi élményeket az ember magzati és újszülöttkori tapasztalataival, élményeivel; a hasonló mintázatokat pedig egymásnak megfelelteti.  Ezt az elméletet Grof később az emberi mélylélek térképének nevezte. Az 1960-as évek végén, az LSD legális használatának megszűnése után Grof olyan elméletet dolgozott ki, mely szerint számos módosult tudatállapot kábítószer nélkül, bizonyos légzéstechnikák alkalmazásával is felfedezhető.  2015-től ezt a munkáját  "Holotropic Breathwork " védjegy alatt végzi. 
Grof 1957-ben a prágai Károly Egyetemen szerzett orvosi diplomát. Orvosi Ph.D.-ját a csehszlovák Tudományos Akadémián 1965-ben szerezte, a freudi pszichoanalitikus képzés keretein belül. 1967-ben meghívást kapott Joel Elkes-től , hogy klinikai és kutatási munkatárs legyen a Henry Phipps Kórházban, mely a baltimore-i Johns Hopkins University School of Medicine alá tartozik (USA). Később Grof lett a pszichiátriai kutatások vezetője a Spring Grove Állami Kórház Spring Grove kísérleti kutatóegységénél. (Ez a kórház később a Maryland Pszichiátriai Kutatóközpont része lett, ahol Grof többek között Walter Pahnke-vel és Bill Richards- szel dolgozott együtt). 1973-ban egy scholar-in-residence program keretében meghívást kapott a kaliforniai Big Sur-i Esalen Intézetbe, és 1987-ig ott élt és dolgozott.  
A Nemzetközi Transzperszonális Egyesület (alapítva 1977) alapító elnökeként a California Institute of Integral Studies intézetben a Filozófia, Kozmológia és Tudat Tanszékének oktatója volt. Ebben a pozícióban 2015-ig dolgozott.

## Bibliográfia
- Az emberi tudattalan birodalma: az LSD kutatások megfigyelései (Realms Of The Human Unconscious: Observations From LSD Research) (1975), a Souvenir Press 2010-ben újra kiadta.
- Az ember találkozása a halállal (The Human Encounter With Death) (1977) Joan Halifax-szal
- LSD Pszichoterápia (1980)
- Halál után: A tudatosság kapuja (Beyond Death: The Gates Of Consciousness) (1981), Christina Grof-fal
- Ősi bölcsesség és modern tudomány (1984) Szerkesztette: Stanislav Grof
- Az agyon túl: születés, halál és transzcendencia a pszichoterápiában (Beyond the Brain: Birth, Death And Transcendence In Psychotherapy) (1985)
- Emberi túlélés és a tudat evolúciója (Human Survival And Consciousness Evolution) (1988) Marjorie L. Valier-rel közösen szerkesztve
- Az önmegismerés kalandja: a tudat dimenziói és új perspektívák a pszichoterápiában (The Adventure Of Self-Discovery: Dimensions of Consciousness And New Perspectives In Psychotherapy) (1988)
- Spirituális vészhelyzet: amikor a személyi átalakulás válsággá válik (Spiritual Emergency: When Personal Transformation Becomes A Crisis) (1989), Christina Grof-fal közösen szerkesztve
- Az ÉN viharos keresése: Útmutató transzformatív válságon keresztül a személyes növekedéshez (The Stormy Search For The Self: A Guide To Personal Growth Through Transformative Crisis) (1990), Christina Grof-fal
- A holotróp elme: az emberi tudatosság három szintje és ahogyan alakítják az életünket (The Holotropic Mind: The Three levels Of Human Consciousness And How They Shape Our Lives) (1992) Hal Zina Bennet-tel
- Halottaskönyv: Útmutató az élethez és a haldokláshoz (Books Of The Dead: Manuals For Living And Dying) (1993)
- A teljességet szomjúhozni: Kötődés, függőség és szellemi utak (The Thirst For Wholeness: Attachment, Addiction And The Spiritual Path) (1994), Christina Grof-fal
- A transzperszonális vízió (The Transpersonal Vision) (1998) könyv és hangoskönyv
- A kozmikus játék: az emberi tudatosság határainak feltárása (The Cosmic Game: Explorations Of The Frontiers Of Human Consciousness) (1998)
- A tudatosság forradalma: egy transzatlanti párbeszéd (The Consciousness Revolution: A Transatlantic Dialogue) (1999) Peter Russell-lel és László Ervinnel. Ken Wilber előszavával
- A jövő pszichológiája - a pszichológia jövője (2008), Pilis-Print Kiadó. (Psychology Of The Future: Lessons From Modern Consciousness Research) (2000)
- A jaguár hívása (The Call of the Jaguar) (2002)
- Caterpillar Dreams (2004) Melody Sullivan-nel
- Amikor a lehetetlen megtörténik: kalandok a nem szokványos valóságban (When The Impossible Happens: Adventures In Non-Ordinary Reality) (2006)
- A végső utazás: a tudat és a halál titka  (The Ultimate Journey: Consciousness And The Mystery Of Death) (2006)
- "Új perspektívák az érzelmi zavarok megértésében és kezelésében" ("New Perspectives in Understanding and Treatment of Emotional Disorders"), 13. fejezet a Psychedelic Medicine: New Evidence for Hallucinogens as Treatments című könyvben Michael J. Winkelman és Thomas B. Roberts (szerkesztők) (2007) Westport, CT: Praeger / Greenwood.
- LSD: ajtó a numinozitáshoz: úttörő pszichedelikus kutatás az emberi tudattalan birodalmában (LSD: Doorway to the Numinous: The Groundbreaking Psychedelic Research into Realms of the Human Unconscious) (2009)
- Transzlégzés - Holotróp légzéstechnika - az öngyógyítás új útja (2010) Animus Kiadó. (Holotropic Breathwork: A New Approach to Self-Exploration and Therapy) (2010)
- Legmélyebb sebeink gyógyítása: a holotróp paradigmaváltás (Healing Our Deepest Wounds: The Holotropic Paradigm Shift) (2012)

## Magyarul megjelent művei
- A tudat forradalma. Két nap beszélgetés Stanislav Grof, László Ervin és Peter Russell között; szerk. László Ervin, előszó Ken Wilber, utószó Yehudi Menuhin; Új Paradigma, Szentendre, 1999
- Spirituális válság. Krízisek a belső átalakulás útján; szerk. Stanislav Grof, Christina Grof, ford. Sebő Júlia, Turóczi Attila, Máriás Petra; Pilis Print, Bp., 2007
- A jövő pszichológiája, a pszichológia jövője; ford. Turóczi Attila; Pilis-Print, Bp., 2008
- Stanislav Grof–Christina Grof: Transzlégzés. Holotróp légzéstechnika. Az öngyógyítás új útja; ford. Goitein Veronika; Animus, Bp., 2010
- LSD pszichoterápia; ford. Ruzsa Balázs; Oriold, Bp., 2013

## Lásd még
- Holotrop légzés
- Perinatális mátrixok